# Циммерман Микола Володимирович
Микола Володимирович Циммерман (20 березня 1890 — 14 лютого 1942) — український радянський астроном.

## Біографія
Микола Циммерман народився 20 березня 1890 року в Одесі.
У 1912 році з зоолотою медаллю закінчив Новоросійський університет і був залишений при ньому для підготовки до наукової діяльності.
З 1915 року працював у Пулковській обсерваторії. В 1922—1929 роках був старшим астрономом Одеської астрономічної обсерваторії.
З 1937 року обіймав посаду професора, завідувача кафедри астрономії Ленінградського університету. В 1938—1942 роках очолював астрометричний відділ Пулківської обсерваторії. Був головою астрометричної комісії Астрономічної ради АН СРСР (1937—1942 рр.).
Помер 14 лютого 1942 року в Ленінграді у найважчий період блокади.

### Наукова діяльність
Наукові роботи належать до різних областей астрометрії. У 1915—1917 проводив спостереження на Пулковському зеніт-телескопі, а потім склав каталог схилень зірок зі списку програми цього телескопа. У 1917—1924 отримав першокласний ряд спостережень на пасажних інструментах Миколаївського відділення Пулковської обсерваторії. Склав каталог опорних зірок у зоні схилень +45°—+60° для фотографічного переспостереження зон каталогу «Astronomische Gesellschaft». У 1934—1939 за його планом і під його загальним керівництвом на п'яти обсерваторіях були проведені спостереження для каталогу 2957 яскравих зірок в зоні схилень -10°—+90°. Ця праця була завершена пулковськими астрономами вже після смерті Циммермана й видана у 1948 році.

#### Праці
- Определение высоты астрономической обсерватории Новороссийского университета над уровнем моря// Записки Императорского Новороссийского университета. Физико-математический факультет. — 1914. — Вып. 4. — С. 49—60.

- Определение элементов солнечного экватора по наблюдениям в Одессе с Константиновским гелиографом// Записки Императорского Новороссийского университета. Физико-математический факультет. — 1915. — Вып. 6. — С. 1 — 41.

## Нагороди
- Премія Академії Наук СРСР імені Ф. О. Бредіхіна (1948, посмертно).

## Родина
- Батько: Циммерман Володимир Якимович (1866—1939) — математик, професор, педагог.